# Bar (jednostka)
Bar – jednostka miary ciśnienia w układzie jednostek CGS określona jako 106 dyn/cm2 = 106 b = 1 Mb (megabaria). W układzie SI został zastąpiony przez paskala.
Nazwa bar pochodzi od greckiego βάρύς, oznaczającego ciężki.
1 bar
= 105 Pa = 100 kPa = 1000 hPa
= 1,0197 at
= 0,98692 atm
= 14,5038942956 psi
= 750,06 Tr
= 106 b
= 10 N/cm2